# Solegnathus hardwickii
Hardwicke's pipefish or pallid seahorse (Solegnathus hardwickii) là một loài cá in the Syngnathidae family. Nó được tìm thấy ở Australia, Trung Quốc, Indonesia, Nhật Bản, Malaysia, Mauritius, the Philippines, Thái Lan, and Việt Nam. Its natural habitats are open seas, shallow seas, subtidal aquatic beds, and coral reefs. It is threatened by habitat loss.